# 郭鋒 (政治家)
郭 鋒（かく ほう、1960年9月 - ）は、中華人民共和国の政治家。広東省大埔県出身の漢民族。1976年8月に中国共産党のプロジェクトに参加し、1984年12月に中国共産党に加入。広東省社会科学院研究科を卒業。肇慶市委員会の副書記および市長を歴任。2015年2月16日、清遠市委員会の副書記および清遠市長代理に着任。